# Jean Blaize
Pour les articles homonymes, voir Blaize.
Ne doit pas être confondu avec Jean-Blaize Grize.
Jean Blaize (de Maisonneuve)  est un écrivain mauricien né à Port-Louis sur l'île Maurice en 1860 et mort à Versailles en 1937.

## Biographie
Descendant de la famille malouine Blaize de Maisonneuve, il est apparenté aux Mahé de la Bourdonnais et aux Surcouf.
Son grand père Auguste quitte Saint Malo pour l'île Maurice en 1807. Il navigue en tant qu’officier sous les ordres de son beau-frère Robert Surcouf à bord du corsaire Revenant, armement Blaize et fils. Il dirige ensuite le comptoir mauricien de la famille et participe entre autres à la création de l’usine du Gol (Ile de la Réunion) avec son beau-frère Henry-Marie Salaün de Kerbalanec (1750-1832) et son « frère » maçon Jean-Baptiste Couve de Murville.
Son père, négociant de navires, ayant fait fortune, il rentre en France à Marseille avec sa famille lorsque Jean a 18 mois.
Cependant, Jean restera très attaché sa vie durant à son île natale, participant à de nombreuses commémorations, événements, etc.
Ayant hérité du goût pour la littérature de son père, il s’implique dans le Marseille littéraire dès ses 19 ans et fonda le groupe "La Sève", rival du groupe du Portique, et les journaux "La Sève-journal", puis "L'écho du Midi" et "Le Midi libre", qui eurent peu de durée.
Journaliste, romancier, conférencier, poète, publié chez Plon, il est l’une des figures du Paris littéraire du début du siècle.  Il est naturalisé français en 1908 et s’implique entièrement dans la propagande patriotique pendant la Grande Guerre, ce qui lui vaut la légion d’honneur
Il se voit décerner deux fois par la Société des Gens de Lettres où Alphonse Daudet est son parrain, le Prix du Président de la République. 
Marié avec Adèle Doué, il eut une fille, Marie Thérèse, née en 1895.
Il finit sa vie à Versailles où il se lie d’amitié avec le peintre mauricien Henri le Sidaner.
Jean Blaize a donné son nom à un prix littéraire sur l’Ile Maurice et une rue porte son nom à Port Louis.